# Čurguj
Čurguj ili Čurgov (mađ. Csurgó) je pogranični grad u južnoj zapadnoj Mađarskoj.
Zauzima površinu od 59,42 km četvorna.

## Zemljopisni položaj
Nalazi se na 46° 15′ 14,76″  sjeverne zemljopisne širine i 17° 5′ 55,32″ istočne zemljopisne dužine. 4,5 je km udaljeno od granice s Hrvatskom.
Brežnjica je 2 km jugoistočno, 4 km istočno je Szenta, 5 km jugozapadno je mjesto Gola u Hrvatskoj, 6 km jugozapadno je Đikeniš u Mađarskoj, 3 km zapadno je Sekral, 1,5 km sjeverozapadno je Csurgónagymarton, 7 km sjeverozapadno je Agnezlački arboretum, 4 km sjeveroistočno je Čičovec u Mađarskoj. 8 km sjeveroistočno je šuma Baláta-tó, a iza nje selo Kaszó.

## Upravna organizacija
Upravno je sjedište Čurgujske mikroregije u Šomođskoj županiji. Poštanski broj je 8840.

## Povijest
1850. postalo je trgovištem.

## Kultura
- rimokatolička barokna crkva sv. Duha iz 13. st.

## Promet
Kroz Čurguj prolazi željeznička pruga Dumvar – Đikeniš.

## Stanovništvo
Čurguj ima 5946 stanovnika (2001.). Skoro svi su Mađari. Manjina je 1,7%, ponajviše Roma te nešto Hrvata i Nijemaca.

## Poznate osobe
- Dezső Laky
- József Bokor
- Magda Hadik

## Šport
- Csurgói KK, rukometni klub

## Gradovi pobratimi
- Aumale, Francuska
- Fehérvárcsurgó, Mađarska
- Haimhausen, Njemačka
- Markelo, Nizozemska
- Cristuru Secuiesc, Rumunjska
- Vráble, Slovačka
- Vrsar, Hrvatska
- Yuzawa, Japan[4]

## Vanjske poveznice
- (mađ.) Zračne snimke